# Paulus Manker
Paulus Manker (nascut el 25 de gener de 1958) és un director de cinema i actor austríac, així com autor i guionista.
Manker és considerat un dels actors de parla alemanya més inconformistes i polaritza l'opinió pública com cap altre. Se'l perceb com un "talent sorprenent a tot arreu a l'escena cultural austríaca."

## Vida
Manker és fill de l'actriu Hilde Sochor i del director de teatre Gustav Manker. Es va formar al Max Reinhardt Seminar a Viena, estudiant interpretació i direcció. Manker va fer el seu debut cinematogràfic a Lemminge (dir. Michael Haneke) el 1979.
Els compromisos inicials de Manker mentre encara estava a l'escola de teatre el van portar al Burgtheater de Viena (1979, la "Komödie der Verführung" d'Arthur Schnitzler amb escenografia de Hans Hollein i vestuari de Karl Lagerfeld), després al Festival de Viena (1980, Die letzten Tage der Menschheit de Karl Kraus), i a la participació al "model de codeterminació" a la Schauspielhaus Frankfurt (1980/81), al Thalia Theatre d'Hamburg (1982, Haute Surveillance de Jean Genet) i també al Residenztheater de Munic, on el 1983 va treballar per primera vegada amb el director Peter Zadek (Solness el constructor de Henrik Ibsen amb Barbara Sukowa), on es va convertir en un membre de llarga durada del famós conjunt de Zadek.
Com a actor de cinema, Manker va aparèixer per primera vegada a Lemminge el 1979 (dirigit per Michael Haneke). Després van seguir Exit... nur keine Panik (1980), Die Macht der Gefühle d’ Alexander Kluge (1983) i Wer war Edgar Allan? (1984, també dirigit per Michael Haneke), així com Das weite Land de Luc Bondy (1987), al costat de Michel Piccoli.
El 1986, Peter Zadek va convidar Manker a unir-se al famós conjunt de la Deutsches Schauspielhaus d'Hamburg, del qual va ser membre des de 1986 fins a 1989. Aquí, per primera vegada, va interpretar a l'escenari el paper principal de filòsof jueu antisemita Otto Weininger a l'obra L'última nit de Weininger de Joshua Sobol, que va causar molt furor. Després d'això, va ser Octavi Cèsar a Julius Caesar de Shakespeare amb Ulrich Tukur, Lindekuh a Musik de Frank Wedekind amb Susanne Lothar, i el comerciant d'esclaus Casti-Piani a la llegendària posada en escena de Peter Zadek de Lulu de Frank Wedekind.
Manker va treballar per primera vegada com a director de cinema l'any 1985, i la seva pel·lícula Schmutz es va estrenar al 38è Festival Internacional de Cinema de Canes de 1985 a la Quinzena de Directors. La pel·lícula va rebre diversos premis en altres festivals, i es va convertir en una novel·la de Thorsten Becker. El 1988 va seguir Weiningers Nacht , el 1992 Das Auge des Taifun amb el grup de rock alemany Einstürzende Neubauten, el 1995 Der Kopf des Mohren, basat en un guió de Michael Haneke amb Gert Voss en el seu primer paper cinematogràfic, i Angela Winkler, després el 1996 el documental Hans Hollein – Everything is Architecture a més de diversos curtmetratges inclòs, el 2004, el retrat de la seva mare de 80 anys, l'actriu Hilde Sochor.
"Com a director, Manker experimenta amb psicoxocs (Schmutz, Weiningers Nacht ) i atrau l'audiència als seus drames teatrals multimèdia agressius. El tema general de Manker és la bogeria empinada d'una societat a la qual s'aferra. un mirall distorsionador."
Manker va treballar primer com a director al Vienna Volkstheater, amb Weiningers Nacht de Joshua Sobol, on ell mateix també va fer el paper principal, i que es va convertir en el seu paper més famós. L'actuació es va convertir en el major triomf de Manker fins ara, i ell mateix va convertir l'obra en una pel·lícula. "Poques vegades un es troba amb una pel·lícula tan sensual i intel·lectualment emocionant, il·luminadora i sensacional". (Simone Mahrenholz, Der Tagesspiegel)
El 1990, Manker va tornar al Burgtheater vienès amb Claus Peymann, i va prendre el paper de Carlos en la producció de Peymann de "Clavigo" de Goethe (amb Ulrich Mühe com a Clavigo). També va ser Bassanio a la producció de Peter Zadek de El mercader de Venècia de Shakespeare (amb Gert Voss com Shylock i Eva Mattes com a Portia), i Pozzo a Tot esperant Godot de Samuel Beckett). El 1993, va posar en escena Liliom de Franz Molnar al Burgtheater, i el 1996 l' Òpera dels tres rals de Bertolt Brecht (amb vestuari de Vivienne Westwood).
L'actuació de Manker com a Ricard III (1997) de Shakespeare, presentada per Peter Zadek al Münchner Kammerspiele, va generar discussions més acalorades, on va sorgir un conflicte amb el teatre i el seu director Dieter Dorn, després de la qual cosa la producció es va cancel·lar malgrat el gran èxit de públic. "Aquí s'està deixant un gran èxit, que es podria haver interpretat durant anys, només per pusil·lanimitat". (Peter Zadek)
El 1996, Manker i l'escriptor israelià Joshua Sobol, que es va convertir en el seu soci artístic més important, van crear Alma – A Show Biz ans Ende a l'antic Sanatori Purkersdorf, un drama simultani sobre la musa dels artistes Alma Mahler-Werfel i els seus homes, que es va convertir en una obra de cultei des de llavors s'ha interpretat cada any en un lloc diferent , que ja ha creuat tres continents i ha tingut més de 400 actuacions a Viena, Venècia, Lisboa, Los Angeles, Berlín, Jerusalem i Praga. La producció implica el públic de manera interactiva en la creació de la seva pròpia experiència teatral, i esdevenen "companys de les figures que viatgen a través del viatge-drama, seleccionant ells mateixos els esdeveniments, el camí i la persona que segueixen, construint, destruint i ressuscitant així. la seva pròpia versió del polidram". ntre 1997 i 1999, l'obra es va rodar sota el títol Alma – Vidua de les 4 arts com una pel·lícula de televisió de 3 parts. A la producció, produïda pel mateix Manker, també té el paper del pintor expressionista Oskar Kokoschka.
L'any 2000, amb l'espectacle cibernètic F@lco al teatre vienès Ronacher, Manker i Sobol van crear un musical multimèdia sobre l'estrella del pop Falco. Llavors, l'any 2003, continuant la col·laboració amb Sobol, va arribar una invitació des de Tel-Aviv per posar en escena al Teatre Cameri l'estrena de iWitness de Sobol, la història de Franz Jägerstätter, que es va negar a entrar al servei militar i va ser penjat pels nazis, un paral·lel als soldats de l'exèrcit israelià que es van negar a servir als Territoris Ocupats. La producció va convertir el jove Itay Tiran en una estrella.
Manker va interpretar l'organista suïcida a Schlafes Bruder de Joseph Vilsmaier (1994), a més de tocar a The Castle de Michael Haneke (1998) i a Code inconnu amb Juliette Binoche (1999). També va actuar a la pel·lícula de Michael Glawogger Slumming, una entrada de 2006 a la secció de competició del Festival Internacional de Cinema de Berlín; en aquesta pel·lícula, amb una "presència hiperplàstica", Manker retrata l'alcohòlic sense sostre Franz Kallmann a l'estil d'un poeta maleït, "veritablement incendiant el seu paper" (ARTE).
Paulus Manker es va dedicar a més treballs teatrals amb Luc Bondy (Figaro läßt sich scheiden, d’Ödön von Horvath, 1998), amb Christoph Schlingensief (Ausländer raus! Schlingensiefs Container, 2000) i en repetides ocasions amb Peter Zadek (Conill Blanc a Alícia en terra de meravelles, 1996, Poloni a Hamlet, amb Angela Winkler i Otto Sander, Hamburg, 2000), El jueu de Malta (2001), així com en obres de teatre de Botho Strauss.
El 2010, Manker va aparèixer al Festival de Salzburg com a Teseu a l'aclamada producció de Phèdre de Jean Racine, interpretant al costat de Sunnyi Melles. El mateix any, va publicar un llibre complet sobre el seu pare, el director de cinema, escenògraf i director teatral Gustav Manker.
El 2010, Manker va rebre el prestigiós Premi de Teatre Nestroy.

## Col·laboració amb Joshua Sobol
L'escriptor israelià Joshua Sobol és el soci artístic més important de Manker. Manker treballa amb ell des de 1985, i junts han completat tota una sèrie de projectes destinats a crear nous àmbits espacials i formes d'experiència teatral.
El 1995, juntament amb Niklas Frank, van adaptar els contes de Frank amb el seu pare Hans Frank, el governador general de Hitler a Polònia. Al Theater an der Wien de Viena, el públic va ser convertit en un escenari giratori d'escena en escena, i amb l'ajuda de la hidràulica, fins i tot es va baixar per sota de l'escenari. Ho van anomenar un "viatge de terror en tren" i van utilitzar clips de pel·lícules i documents de l'àlbum familiar privat de Frank.
El 1996, Manker i Sobol van crear el seu projecte més reeixit fins ara: Alma – A Show Biz ans Ende, un drama interactiu sobre Alma Mahler-Werfel, en què més de 50 escenes es van reproduir simultàniament a les sales del Sanatori Purkersdorf, d'estil art déco, fora de Viena. Els 16 anys d'història de l'espectacle fins avui han portat la representació d'Alma de gira per les diferents ciutats on es va desenvolupar la seva vida: Venècia (2002), Lisboa (2003), Los Angeles (2004), Petronell prop de Viena (2005), Berlín (2006), a Semmering el 2007, Jerusalem el 2009, del 2008 al 2010 a Viena i el 2011 a Praga.
L'any 2000 Sobol i Manker van crear un espectacle multimèdia al Teatre Vienès Ronacher: F@lco – A Cyber Show, sobre l'estrella de rock austríaca Falco, que es va presentar en un escenari construït a l'auditori en forma de @. en forma de concert de rock amb làser, animació 3D i pantalla d'aigua, on el públic s'hi va implicar directament i va poder fumar, menjar i beure i unir-se al ball. Per contra, el públic "remot" es va situar a les llotges, des d'on va poder veure tant l'obra com el públic participant.

## Direcció de cinema
- 1985: Schmutz 1987 "Premi al millor director" i "Recomanació especial per a la banda sonora", Gant / 1986 "Premio para a primera obra", Festróia 1986 / "Prix de la Commission Supérieure technique", Avoriaz / "Goldener Kader 1988", per al càmera Walter Kindler. Va participar al 15è Festival Internacional de Cinema de Moscou.[10]
- 1988: Weiningers Nacht, entrada austríaca als Premis del Cinema Europeu 1990 / "Golden Romy 1990" (Millor director)
- 1992: Das Auge des Taifun (L'ull del tifó) Documental sobre una actuació d'Erich Wonder i Heiner Müller amb la banda de rock alemanya "Einstürzende Neubauten"
- 1995: Der Kopf des Mohren (El cap de moro) basat en un guió de Michael Haneke, Festival de Cinema de Canes 1995 / Premi a la millor pel·lícula de distribució (Brussel·les 1995) Premi Interfilm (Max Ophüls Prize Saarbrücken) Pel·lícula d'obertura del Festival de Salzburg 1995 (Sala del festival)
- 1996: Hans Hollein – Everything is Architecture, documental de televisió sobre l'arquitecte austríac Hans Hollein
- 1997: Alma – A Show Biz ans Ende (La vida d’Alma Mahler-Werfel)
- 2004: Where Blade Runner meets Batman – Downtown Los Angeles
- 2004: Die Seele brennt heut wieder sehr' – Porträt Hilde Sochor (80)
- 2005: Mozart in America (Mozart Minute)

## Pel·lícules com a actor (selecció)
- 1979: Lemminge (dir. Michael Haneke), TV
- 1980: Exit... nur keine Panik (dir. Franz Novotny)
- 1982: The Locked-out (dir. Franz Novotny)
- 1983: Die Macht der Gefühle (dir. Alexander Kluge)
- 1984: Wer war Edgar Allan? (dir. Michael Haneke)
- 1987: Das weite Land (dir. Luc Bondy)
- 1988: Sternberg - Shooting Star (dir. Niki List)
- 1988: Az én XX. századom (dir. Ildikó Enyedi)
- 1989: Weiningers Nacht (dir. Paulus Manker)
- 1990: Common Death (dir. Michael Schottenberg)
- 1991: Mörderische Entscheidung (dir. Oliver Hirschbiegel)
- 1993: Die Sturzflieger (dir. Peter F. Bringmann)
- 1994: Schlafes Bruder (dir. Joseph Vilsmaier)
- 1996: Das Schloß (dir. Michael Haneke)
- 1997: Alma (dir. Paulus Manker)
- 1999: Code inconnu (dir. Michael Haneke)
- 2000: Wambo (dir. Jo Baier)
- 2002: Die schöne Braut in Schwarz (dir. Carlo Rola)
- 2002: Ausländer raus! Schlingensiefs Container
- 2003: Polterabend (dir. Julian Pölsler)
- 2004: Basta – Rotwein oder Totsein (dir. Pepe Danquart)
- 2006: Slumming (dir. Michael Glawogger)
- 2015: Jack (dir. Elisabeth Scharang)
- 2022: Schächten (dir.Thomas Roth)